# Gustavo Kuerten
Gustavo Kuerten (Florianópolis, 10 settembre 1976) è un ex tennista brasiliano, tre volte vincitore del Roland Garros. Soprannominato Guga, è stato anche numero 1 del ranking ATP del tennis mondiale maschile.

## Biografia
Kuerten nasce a Florianópolis nel Brasile meridionale. La sua famiglia ha radici tedesche.
La vita di Guga è stata subito segnata da due tragedie familiari; la prima riguarda suo fratello minore Guilherme, che soffriva di una paralisi cerebrale e che, dopo una vita dolorosa, è morto il 7 novembre 2007. Gustavo rimase profondamente colpito dai disagi quotidiani di suo fratello tanto che, ogni anno della sua carriera, donava l'intero montepremi di un torneo vinto alla NGO, società brasiliana che dava assistenza a persone con disagi simili a quelli del fratello. Guga inoltre donava ogni trofeo vinto a suo fratello minore come souvenir (inclusi i tre trofei "replica" del Roland Garros).
La seconda tragedia riguardò suo padre, che fu un tennista a livello amatoriale ed arbitro di tennis. Nel 1985, quando Gustavo aveva solo 8 anni, egli morì di infarto mentre stava arbitrando una partita tra due juniores a Florianópolis.

## Carriera

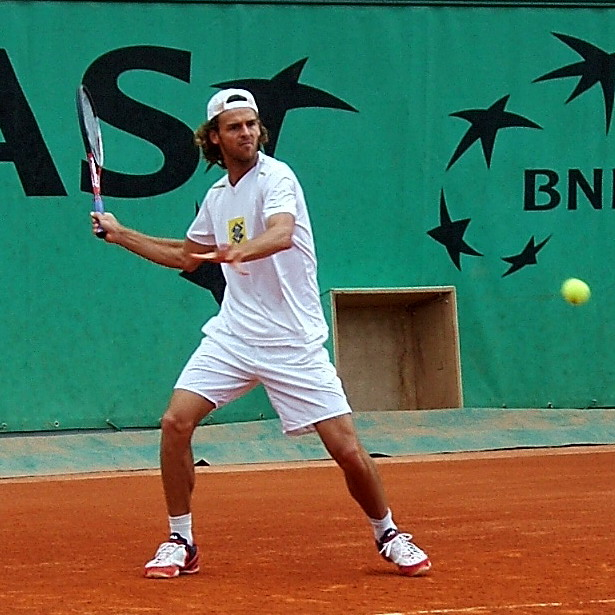
Gustavo Kuerten

Kuerten iniziò a giocare all'età di 6 anni, allenato dall'allenatore Oscar Wegner a Florianópolis. In seguito, quando aveva 14 anni, incontrò Larri Passos, che sarebbe diventato il suo coach per i successivi 15 anni. Vista la bravura di Guga, la sua famiglia iniziò a girare il mondo per far partecipare il figlio ai tornei juniores. Kuerten diventò professionista nel 1995 e salì alla ribalta internazionale vincendo sulla terra rossa di Parigi nel 1997, battendo in finale, a sorpresa, lo spagnolo Sergi Bruguera, n. 19 del mondo ma già vincitore due volte a Parigi. Il suo tabellone, a parte la semifinale dei carneadi contro il modesto belga Dewulf, legittimò la vittoria del semisconosciuto brasiliano: nell'ordine eliminò infatti lo svedese Bjorkman (all'epoca n. 23 del mondo), l'austriaco Muster (5), l'ucraino Medvedjev (20) e, nei quarti di finale, il russo Evgenij Kafel'nikov (3). L'Open di Francia di quell'anno fu caratterizzato anche da un'altra vittoria inattesa, quella della croata Iva Majoli che si aggiudicò il torneo femminile.
L'affermazione nel torneo del Grande Slam consentì a Guga di salire in un colpo solo dal n. 66 al n. 15 del mondo. Si è ripetuto al Roland Garros anche nel 2000 (finalista lo svedese Magnus Norman) e nel 2001 (battendo lo spagnolo Corretja), prima che cominciassero i problemi fisici che ne hanno offuscato prematuramente la stella.
Ha occupato il primo posto nella classifica ATP il 4 dicembre 2000. Tra i suoi migliori risultati anche le vittorie del Masters nel 2000, Roma nel 1999 (per lui anche due finali al Foro Italico) e Montecarlo nel 2001, oltre a diverse finali in tornei ATP Master Series. Nel 2006, dopo alcune stagioni di scarsa presenza sulla scena tennistica a causa di problemi muscolari che lo avevano portato a scendere fino alla posizione numero 576, si ritirò una prima volta dalle competizioni agonistiche per riprendere nel 2007 nel tentativo di tornare il tennista dei tempi migliori. Si ricordano un'uscita al primo turno nel torneo di Viña del Mar e una vittoria - sempre al primo turno - su Filippo Volandri, n. 7 del tabellone (6-3, 6-1), nel torneo brasiliano di Costa do Sauípe.
Ha colto la sua ultima vittoria il 15 aprile 2008 nel primo turno del torneo di Florianopolis quando ha battuto per 6-4, 6-4 il colombiano Salamanca. Al secondo turno verrà sconfitto dal connazionale Ferreiro.
Alto 190 cm, il suo peso forma da atleta era di 83 kg. Come la maggior parte degli specialisti della terra rossa faceva del gioco da fondocampo la sua specialità. Tra le sue migliori caratteristiche vi erano un servizio sciolto, la grande velocità di braccio e un rovescio particolarmente temibile (specie se giocato lungolinea). Grazie ad una discreta abilità nel gioco a rete, Kuerten era anche un buon doppista.
Ha chiuso la sua carriera agli Open di Francia del Roland Garros il 25 maggio del 2008.
È stato introdotto nell'International Tennis Hall of Fame nel 2012.

## Vita privata
Vive a Florianopolis con la moglie Mariana Soncini e i loro due figli: una femmina, Maria Augusta, e un maschio, Luiz Felipe.

## Statistiche

### Finali del Grande Slam (3)

#### Vinte (3)
| Anno | Torneo              | Avversario in finale | Punteggio             |
| 1997 | Open di Francia     | Sergi Bruguera       | 6-3, 6-4, 6-2         |
| 2000 | Open di Francia (2) | Magnus Norman        | 6-2, 6-3, 2-6, 7–6(6) |
| 2001 | Open di Francia (3) | Àlex Corretja        | 6(3)–7, 7-5, 6-2, 6-0 |

### Singolare

#### Vittorie (20)
| Legenda                                                       |
| Grande Slam (3)                                               |
| ATP World Tour Championship / Tennis Masters Cup (1)          |
| ATP Super 9 / Masters Series (5)                              |
| ATP International Series Gold / ATP World Tour 500 Series (4) |
| ATP International Series / ATP World Tour 250 Series (7)      |

| Legenda superfici |
| Cemento (5)       |
| Terra (15)        |
| Erba (0)          |
| Sintetico (0)     |

| Numero | Data              | Torneo                                          | Superficie  | Avversario in finale | Punteggio                  |
| ------ | ----------------- | ----------------------------------------------- | ----------- | -------------------- | -------------------------- |
| 1.     | 8 giugno 1997     | Open di Francia, Parigi (1)                     | Terra rossa | Sergi Bruguera       | 6-3, 6-4, 6-2              |
| 2.     | 26 luglio 1998    | Mercedes Cup, Stoccarda (1)                     | Terra rossa | Karol Kučera         | 4-6, 6-2, 6-4              |
| 3.     | 4 ottobre 1998    | Majorca Open, Maiorca                           | Terra rossa | Carlos Moyá          | 6(5)–7, 6-2, 6-3           |
| 4.     | 25 aprile 1999    | Monte Carlo Open, Monte Carlo (1)               | Terra rossa | Marcelo Ríos         | 6-4, 2-1, rit.             |
| 5.     | 16 maggio 1999    | Internazionali d'Italia, Roma                   | Terra rossa | Patrick Rafter       | 6-4, 7-5, 7–6(6)           |
| 6.     | 5 marzo 2000      | Movistar Open, Santiago del Cile                | Terra rossa | Mariano Puerta       | 7–6(3), 6-3                |
| 7.     | 21 maggio 2000    | Hamburg Masters, Amburgo                        | Terra rossa | Marat Safin          | 6-4, 5-7, 6-4, 5-7, 7–6(3) |
| 8.     | 11 giugno 2000    | Open di Francia, Parigi (2)                     | Terra rossa | Magnus Norman        | 6-2, 6-3, 2-6, 7–6(6)      |
| 9.     | 20 agosto 2000    | Indianapolis Tennis Championships, Indianapolis | Cemento     | Marat Safin          | 3-6, 7–6(2), 7–6(2)        |
| 10.    | 3 dicembre 2000   | Tennis Masters Cup, Lisbona                     | Cemento     | Andre Agassi         | 6-4, 6-4, 6-4              |
| 11.    | 25 febbraio 2001  | ATP Buenos Aires, Buenos Aires                  | Terra rossa | José Acasuso         | 6-1, 6-3                   |
| 12.    | 4 marzo 2001      | Abierto Mexicano Telcel, Acapulco               | Terra rossa | Galo Blanco          | 6-4, 6-2                   |
| 13.    | 22 aprile 2001    | Monte Carlo Masters, Monte Carlo (2)            | Terra rossa | Hicham Arazi         | 6-3, 6-2, 6-4              |
| 14.    | 10 giugno 2001    | Open di Francia, Parigi (3)                     | Terra rossa | Àlex Corretja        | 6(3)–7, 7-5, 6-2, 6-0      |
| 15.    | 22 luglio 2001    | Mercedes Cup, Stoccarda (2)                     | Terra rossa | Guillermo Cañas      | 6-3, 6-2, 6-4              |
| 16.    | 12 agosto 2001    | Cincinnati Masters, Cincinnati                  | Cemento     | Patrick Rafter       | 6-1, 6-3                   |
| 17.    | 15 settembre 2002 | Brasil Open, Costa do Sauípe (1)                | Terra rossa | Guillermo Coria      | 6(4)–7, 7-5, 7–6(2)        |
| 18.    | 12 gennaio 2003   | Heineken Open, Auckland                         | Cemento     | Dominik Hrbatý       | 6-3, 7-5                   |
| 19.    | 26 ottobre 2003   | St. Petersburg Open, San Pietroburgo            | Cemento     | Sargis Sargsian      | 6-4, 6-3                   |
| 20.    | 1º marzo 2004     | Brasil Open, Costa do Sauípe (2)                | Terra rossa | Agustín Calleri      | 3-6, 6-2, 6-3              |

#### Finali perse (9)
| Numero | Data             | Torneo                              | Superficie       | Avversario in finale | Punteggio                   |
| 1.     | 15 giugno 1997   | ATP Bologna Outdoor, Bologna        | Terra rossa      | Félix Mantilla       | 4-6, 6-2, 6-1               |
| 2.     | 3 agosto 1997    | Canada Open, Montréal               | Cemento          | Chris Woodruff       | 7-5, 4-6, 6-3               |
| 3.     | 2 aprile 2000    | Miami Masters, Miami                | Cemento          | Pete Sampras         | 6-1, 6(2)–7, 7–6(5), 7–6(8) |
| 4.     | 14 maggio 2000   | Rome Masters, Roma (1)              | Terra rossa      | Magnus Norman        | 6-3, 4-6, 6-4, 6-4          |
| 5.     | 13 maggio 2001   | Rome Masters, Roma (2)              | Terra rossa      | Juan Carlos Ferrero  | 3-6, 6-1, 2-6, 6-4, 6-2     |
| 6.     | 19 agosto 2001   | RCA Championships, Indianapolis     | Cemento          | Patrick Rafter       | 4-2 rit.                    |
| 7.     | 13 ottobre 2002  | Grand Prix de Tennis de Lyon, Lione | Sintetico indoor | Paul-Henri Mathieu   | 4-6, 6-3, 6-1               |
| 8.     | 16 marzo 2003    | Pacific Life Open, Indian Wells     | Cemento          | Lleyton Hewitt       | 6-1, 6-1                    |
| 9.     | 15 febbraio 2004 | Movistar Open, Viña del Mar         | Terra rossa      | Fernando González    | 7-5, 6-4                    |

### Doppio

#### Vittorie (8)
| Legenda                                                       |
| Grande Slam (0)                                               |
| ATP World Tour Championship / Tennis Masters Cup (0)          |
| ATP Super 9 / Masters Series (0)                              |
| ATP International Series Gold / ATP World Tour 500 Series (2) |
| ATP International Series / ATP World Tour 250 Series (6)      |

| Numero | Data             | Torneo                               | Superficie  | Compagno          | Avversari in finale              | Punteggio |
| 1.     | 11 novembre 1996 | Movistar Open, Santiago del Cile     | Terra rossa | Fernando Meligeni | Dinu Pescariu Albert Portas      | 6–4, 6–2  |
| 2.     | 14 aprile 1997   | Estoril Open, Estoril                | Terra rossa | Fernando Meligeni | Andrea Gaudenzi Filippo Messori  | 6-2, 6-2  |
| 3.     | 15 giugno 1997   | ATP Bologna Outdoor, Bologna         | Terra rossa | Fernando Meligeni | Dave Randall Jack White          | 6–2, 7–5  |
| 4.     | 20 luglio 1997   | Mercedes Cup, Stoccarda              | Terra rossa | Fernando Meligeni | Donald Johnson Francisco Montana | 6-4, 6-4  |
| 5.     | 13 luglio 1998   | Swiss Open Gstaad, Gstaad            | Terra rossa | Fernando Meligeni | Daniel Orsanic Cyril Suk         | 6-4, 7-5  |
| 6.     | 11 gennaio 1999  | AAPT Championships, Adelaide         | Cemento     | Nicolás Lapentti  | Jim Courier Patrick Galbraith    | 6-4, 6-4  |
| 7.     | 6 marzo 2000     | Movistar Open, Santiago del Cile (2) | Terra rossa | Antonio Prieto    | Lan Bale Piet Norval             | 6-2, 6-4  |
| 8.     | 4 marzo 2001     | Abierto Mexicano Telcel, Acapulco    | Terra rossa | Donald Johnson    | David Adams Martín García        | 6-3, 7-6  |

#### Finali perse (2)
| Numero | Data              | Torneo                | Superficie     | Compagno       | Avversari in finale            | Punteggio   |
| 1.     | 16 settembre 2002 | Brasil Open, Salvador | Terra rossa    | André Sá       | Scott Humphries Mark Merklein  | 3-6, 6(1)–7 |
| 2.     | 2 novembre 2002   | Paris Masters, Parigi | Cemento indoor | Cédric Pioline | Nicolas Escudé Fabrice Santoro | 3-6, 3-6    |

## Curiosità
- Lui, Roger Federer, Novak Đoković, Rafael Nadal e Daniil Medvedev  sono i soli cinque giocatori non statunitensi ad aver disputato almeno una volta le finali di tutti e quattro gli ATP Masters Series giocati in America (Indian Wells, Miami, Montréal/Toronto e Cincinnati). Gli unici due tennisti ad avere vinto tutti e quattro questi tornei sono Roger Federer (4 volte Miami nel 2005, 2006, 2017, 2019; 5 volte Indian Wells nel 2004, 2005, 2006, 2012, 2017; 7 volte Cincinnati nel 2005, 2007, 2009, 2010, 2012, 2014, 2015; 2 volte Toronto/Montréal nel 2004 e 2006) e Novak Dokovic (6 volte Miami nel 2007, 2011, 2012, 2014, 2015, 2016; 5 volte Indian Wells nel 2008, 2011, 2014, 2015, 2016; 3 volte Cincinnati nel 2018, 2020 e 2023; 4 volte Toronto/Montréal nel 2007, 2011, 2012 e 2016).